# Miša Pantić
Miloš Miša Pantić (en serbe cyrillique : Милош Миша Пантић ; né le 17 avril 1904 à Valjevo - mort le 7 février 1942 à Ivanje, près de Prijepolje) était un médecin et un Partisan communiste de la Seconde Guerre mondiale.

## Biographie
Miloš Miša Pantić est né le 17 avril 1904 à Valjevo. Il a effectué ses études élémentaires et secondaires dans sa ville natale puis a étudié la médecine à l'université de Belgrade. Dès le lycée, il était devenu membre de la Ligue de la jeunesse communiste de Yougoslavie (en serbe : Savez komunističke omladine Jugoslavije ; en abrégé : SKOJ) et, à l'université, il participa activement à la vie politique de la capitale, devenant membre du Comité central des étudiants marxistes et président de l'association culturelle Progrès. 
Après avoir obtenu son doctorat à la Faculté de médecine de l'université de Belgrade, il partit en France pour devenir spécialiste puis, de retour dans le royaume de Yougoslavie en 1933, il commença à exercer son art à Valjevo. La même année, il devint membre du Parti communiste de Yougoslavie (en serbe : Savez komunista Jugoslavije) ; il participa à la réorganisation du parti et de structures politiques comme la Ligue de la jeunesse communiste de Yougoslavie ; membre de l'Association culturelle et artistique Abrašević, il s'inscrivit également au Syndicat des travailleurs unis de Yougoslavie (Ujedinjeni radnički sindikati Jugoslavije). 
À Valjevo et dans ses environs, Miloš Miša Pantić était surnommé « le médecin du peuple » (narodni lekar), notamment parce qu'il soignait gratuitement les plus démunis. Il participa à la création de la Salle de lecture publique de sa ville natale et à la création du centre de loisirs pour les enfants de travailleurs de Divčibare. Parallèlement, il contribua a des journaux comme Glas Valjeva (« La Voix de Valjevo »), Reč naroda (« La Parole du peuple »), Stožer, Brazda, Žena danas et participa à la création du Narodni front. Il devint membre du Comité local et régional du Parti communiste à Valjevo puis, à partir de mai 1940, membre du Comité provincial du Parti communiste pour la Serbie. À cause de ses activités politiques, Pantić fut plusieurs fois arrêté et, juste avant la guerre, il fut interné dans un camp à Baratovac, près de Srebrenica.
Dès le déclenchement de la guerre d'avril, en 1941, il s'engagea comme volontaire dans l'armée du royaume de Yougoslavie et fut envoyé sur le front. Après la capitulation et l'invasion du royaume par les nazis, Miloš Miša Pantić réussit à échapper à la prison et il se rendit dans sa ville natale pour y préparer activement un soulèvement armé. En juin 1941, avec Čeda Milosavljević et le combattant de la guerre d'Espagne Žikica Jovanović Španac, il participa à la création du Bataillon des Partisans de la Rađevina, organisation qui fut plus intégrée au Détachement des Partisans de Valjevo (en serbe : Valjevski partizanski odred). 
Avec le Bataillon de la Rađevina, le 7 juillet 1941, il participa à Bela Crkva, près de Krupanj, au premier acte d'insurrection des Partisans contre l'occupant nazi. Sa réputation de médecin du peuple l'aida à développer le Mouvement national de libération nationale de la Yougoslavie (en serbe : Narodnooslobodilački pokret Jugoslavije ; en abrégé : NOP) dans la région de Valjevo et il participa à la création des premiers Comités de libération nationale (Narodnooslobodilački odbori ; en abrégé : NOO). Au cours de la Première offensive anti-Partisans, il était aux côtés du Détachement de Valjevo et il se battit à Užice puis dans le Sandžak. Miloš Miša Pantić mourut le 7 février 1942, lors d'un combat contre les Allemands, dans les environs du village d'Ivanje, près de Prijepolje. 
En 1951, dans l'ensemble mémoriel de Bela Crkva, un monument a été érigé en son honneur, œuvre du sculpteur Stevan Bodnarov. L'école de médecine de Valjevo porte son nom.